# Hans Lachmann (Widerstandskämpfer)
Hans Lachmann (* 3. Dezember 1909 in Neunkirchen (Saar); † 1. Februar 1981 in Saarbrücken) war ein deutsch-französischer Widerstandskämpfer gegen den Nationalsozialismus und Sportfunktionär. 

## Leben

### Herkunft und Familie
Heinrich Lachmann war der Sohn des Neunkircher Fabrikanten Heinrich Lachmann († 1931) und dessen Ehefrau Anna, geb. Mai. Der Vater, Angehöriger der jüdischen Glaubensgemeinschaft, leitete das Familienunternehmen Menesa (Herstellung von Haushaltsartikeln und Aluminiumtöpfen) und war einer der wenigen mit dem Eisernen Kreuz ausgezeichneten jüdischen Frontoffiziere des Ersten Weltkriegs und zudem Mitglied der Deutsch-Saarländischen Volkspartei (DSVP).
Sein Bruder Guy Kurt (1906–1987) war ebenfalls Widerstandskämpfer gegen den Nationalsozialismus und später Landespolizeipräsident.
Heinrich war verheiratet mit Alice Herta Sigrid Alwine Dechent (1926–1974). Aus der am 31. Juli 1951 geschlossenen Ehe stammen die Töchter Ines (* 1952) und Isabelle (* 1956).

### Werdegang und Wirken
Nach seiner Ausbildung zum Kaufmann war er von 1930 bis 1935 als kaufmännischer Angestellter im väterlichen Unternehmen, das nach dem Tod des Vaters 1931 von seinem älteren Bruder Guy Kurt geführt wurde, tätig. Er emigrierte nach Frankreich, war arbeitslos, nahm den Namen Jean Lackmann an und erwarb am 28. Januar 1937 die französische Staatsangehörigkeit. Mitte Oktober 1937 wurde er in die französische Armee einberufen und war dort von 1937 bis 1940 Offizier im Rang eines Leutnants. Lachmann wurde als Angestellter bei der Militärintendanz in Clermont-Ferrand übernommen und schloss sich 1942 nach der Besetzung des Ortes durch die Wehrmacht der Résistance an. Am 5. Mai 1944 wurde er durch die französische Miliz verhaftet und der Geheimen Staatspolizei überstellt. Bis zu seiner Befreiung im Mai 1945 war er in den Konzentrationslagern KZ Neuengamme und KZ Sachsenhausen interniert. Die Lageraufenthalte hinterließen gesundheitliche Probleme. Bevor er am 1. Juli 1946 nach Neunkirchen zurückkehrte, hielt er sich bei seiner Mutter in Clermont-Ferrand und später in Genf auf. Er ging in den Familienbetrieb Menesa, den sein Vater einst geleitet hatte, und wurde dort Teilhaber und kaufmännischer Direktor. Wie sein Bruder Guy Kurt engagierte er sich für den Fußballsport und wurde am 15. Juli 1950 Erster Vorsitzender und später Präsident von Borussia Neunkirchen. In dieser Funktion hielt er am 26. Oktober 1952 die Begrüßungsansprache anlässlich der Einweihung des Kriegerehrenmals am Fußballstadion in Neunkirchen. Der saarländische Ministerpräsident Johannes Hoffmann enthüllte das Ehrenmal.
1953 wurde Karl Ringel, der spätere saarländische Nationalspieler, mit „vielversprechenden großen Francs-Scheinen“ zur Borussia Neunkirchen gelockt. Dort versorgte ihn Hans Lachmann mit einem Arbeitsplatz in seinem Betrieb, der „Menesa“ (Metallindustrie Neunkirchen-Saar).
In den Jahren von 1956 bis 1961 war er Generalvertreter der Firma Menesa in Frankreich.

### Auszeichnungen
- 1960 Ehrenpräsident des Sportvereins Borussia Neunkirchen